# Jens Winther (Rennfahrer)

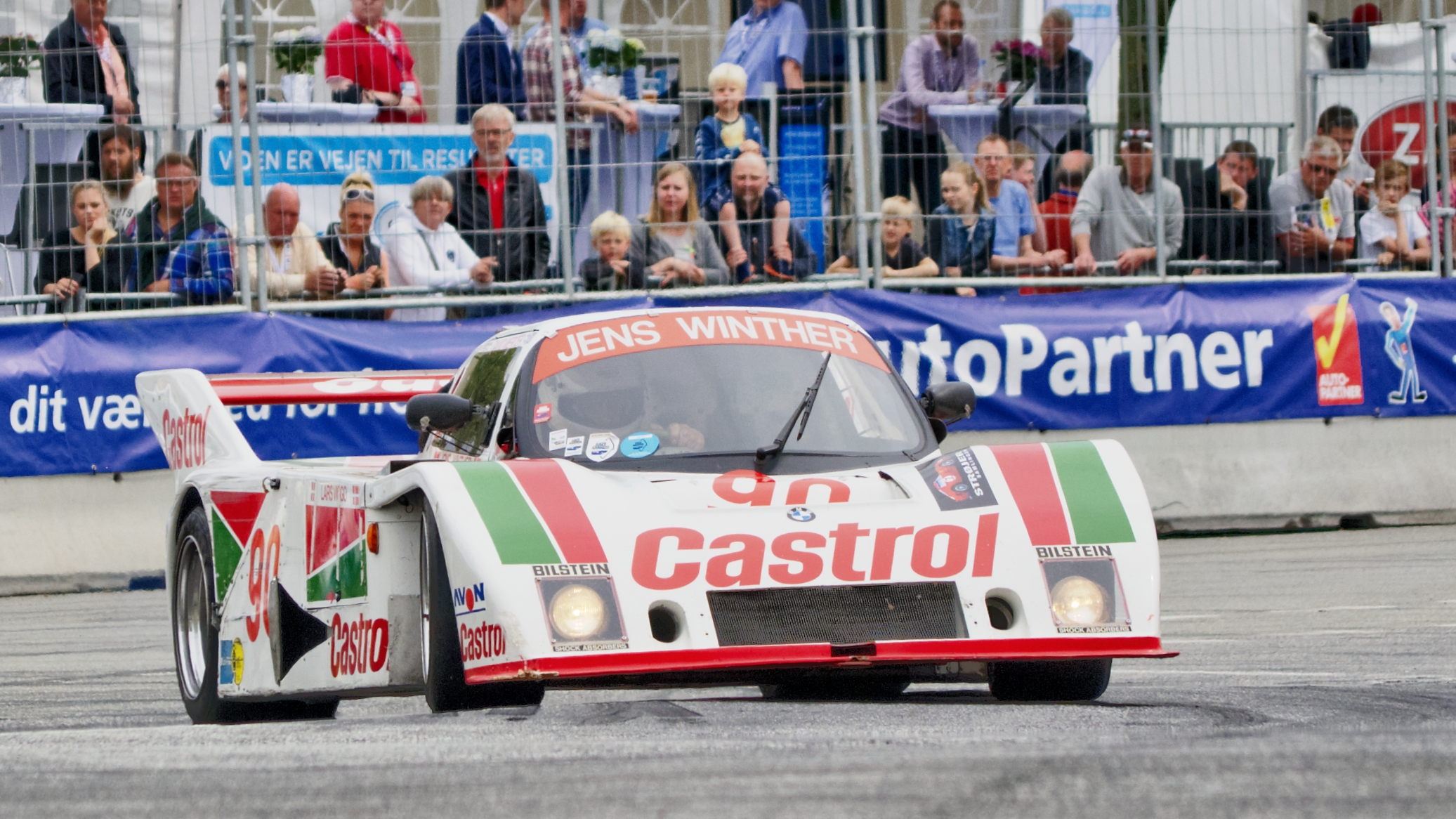
Der URD C83 mit dem David Mercer, Lars-Viggo Jensen und Jens Winther beim 24-Stunden-Rennen von Le Mans 1986 den elften Gesamtrang erreichten

Jens Winther Nielsen (* 25. Dezember 1938 in Roskilde) ist ein ehemaliger dänischer Autorennfahrer.

## Roskilde Ring
Im Alter von 15 Jahren trainierte Jens Winther mit seinem Motocross-Motorrad regelmäßig in einer stillgelegten Kiesgrube in der Nähe von Roskilde. Aus diesem Areal wurde nur wenige Monate später die erste permanente Motorsport-Rennstrecke Dänemarks, der Roskilde Ring.

## Karriere im Motorsport
Winthers Karriere begann zu Beginn der 1960er-Jahre. Fast ein Jahrzehnt war er fast ausschließlich in seinem Heimatland aktiv. 1962 wurde er dänischer Formel-3-Meister und neun Jahre später dänischer Tourenwagen-Meister. International bekannt wurde er in den 1980er-Jahren durch Starts in der Sportwagen-Weltmeisterschaft. 1982 wurde er Siebter beim 1000-km-Rennen auf dem Nürburgring und 1984 Neunter beim 1000-km-Rennen von Monza. Diese Position erreichte er 1985 in Mugello und 1986 auf der Nordschleife des Nürburgrings.
Jens Winther war der erste Däne der beim 24-Stunden-Rennen von Le Mans am Start war. Nach drei Ausfällen beendete er 1986 das Rennen als Gesamtelfter.

## Statistik

### Le-Mans-Ergebnisse
| Jahr | Team                      | Fahrzeug | Teamkollege        | Teamkollege              | Platzierung | Ausfallgrund    |
| ---- | ------------------------- | -------- | ------------------ | ------------------------ | ----------- | --------------- |
| 1983 | Brun Motorsport           | BMW M1   | Angelo Pallavicini | Leopold Prinz von Bayern | Ausfall     | Getriebeschaden |
| 1984 | Jens Winther Team Castrol | BMW M1   | David Mercer       | Lars-Viggo Jensen        | Ausfall     | Motorschaden    |
| 1985 | Jens Winther Denmark      | URD C83  | David Mercer       | Margie Smith-Haas        | Ausfall     | Motorschaden    |
| 1986 | Jens Winther              | URD C83  | David Mercer       | Lars-Viggo Jensen        | Rang 11     |                 |

### Einzelergebnisse in der Sportwagen-Weltmeisterschaft
| Saison | Team                         | Rennwagen      | 1   | 2   | 3   | 4   | 5   | 6   | 7   | 8   | 9   | 10  | 11  | 12  | 13  | 14  | 15  | 16  | 17  |
| ------ | ---------------------------- | -------------- | --- | --- | --- | --- | --- | --- | --- | --- | --- | --- | --- | --- | --- | --- | --- | --- | --- |
| 1979   | Willy Racing                 | BMW 320i       | DAY | SEB | MUG | TAL | DIJ | RIV | SIL | NÜR | LEM | PER | DAY | WAT | SPA | BRH | ROA | VAL | ELS |
| 1979   | Willy Racing                 | BMW 320i       |     |     |     | DNF |     |     |     |     |     |     |     |     |     |     |     |     |     |
| 1981   | Juergen Rassmussen           | BMW 320i       | DAY | SEB | MUG | MON | RIV | SIL | NÜR | LEM | PER | DAY | WAT | SPA | MOS | ROA | BRH |     |     |
| 1981   | Juergen Rassmussen           | BMW 320i       |     |     | 12  |     |     |     |     |     |     |     |     |     |     |     |     |     |     |
| 1982   | Jens Winther                 | BMW M1         | MON | SIL | NÜR | LEM | SPA | MUG | FUJ | BRH |     |     |     |     |     |     |     |     |     |
| 1982   | Jens Winther                 | BMW M1         | 10  | 15  | 7   |     | 14  |     |     | DNF |     |     |     |     |     |     |     |     |     |
| 1983   | Jens Winther Brun Motorsport | BMW M1         | MON | SIL | NÜR | LEM | SPA | FUJ | KYA |     |     |     |     |     |     |     |     |     |     |
| 1983   | Jens Winther Brun Motorsport | BMW M1         | 11  | 10  | DNF | DNF | 12  |     | 8   |     |     |     |     |     |     |     |     |     |     |
| 1984   | Jens Winther                 | BMW M1 URD C81 | MON | SIL | LEM | NÜR | BRH | MOS | SPA | IMO | FUJ | KYA | SAN |     |     |     |     |     |     |
| 1984   | Jens Winther                 | BMW M1 URD C81 | 9   | DNF | DNF | 19  | 12  |     | 12  |     |     |     | DNF |     |     |     |     |     |     |
| 1985   | Jens Winther                 | URD C83        | MUG | MON | SIL | LEM | HOK | MOS | SPA | BRH | FUJ | SEL |     |     |     |     |     |     |     |
| 1985   | Jens Winther                 | URD C83        | 9   | 12  | DNF | DNF | 14  |     | 13  | DNF |     |     |     |     |     |     |     |     |     |
| 1986   | Jens Winther                 | URD C83        | MON | SIL | LEM | NÜN | BRH | JER | NÜR | SPA | FUJ |     |     |     |     |     |     |     |     |
| 1986   | Jens Winther                 | URD C83        |     | 18  | 11  |     | 12  |     | 9   | 17  |     |     |     |     |     |     |     |     |     |